# Selenops tomsici
Selenops tomsici är en spindelart som beskrevs av José Antonio Corronca 1996. Selenops tomsici ingår i släktet Selenops och familjen Selenopidae.
Artens utbredningsområde är Peru. Inga underarter finns listade i Catalogue of Life.